# Hojiblanca

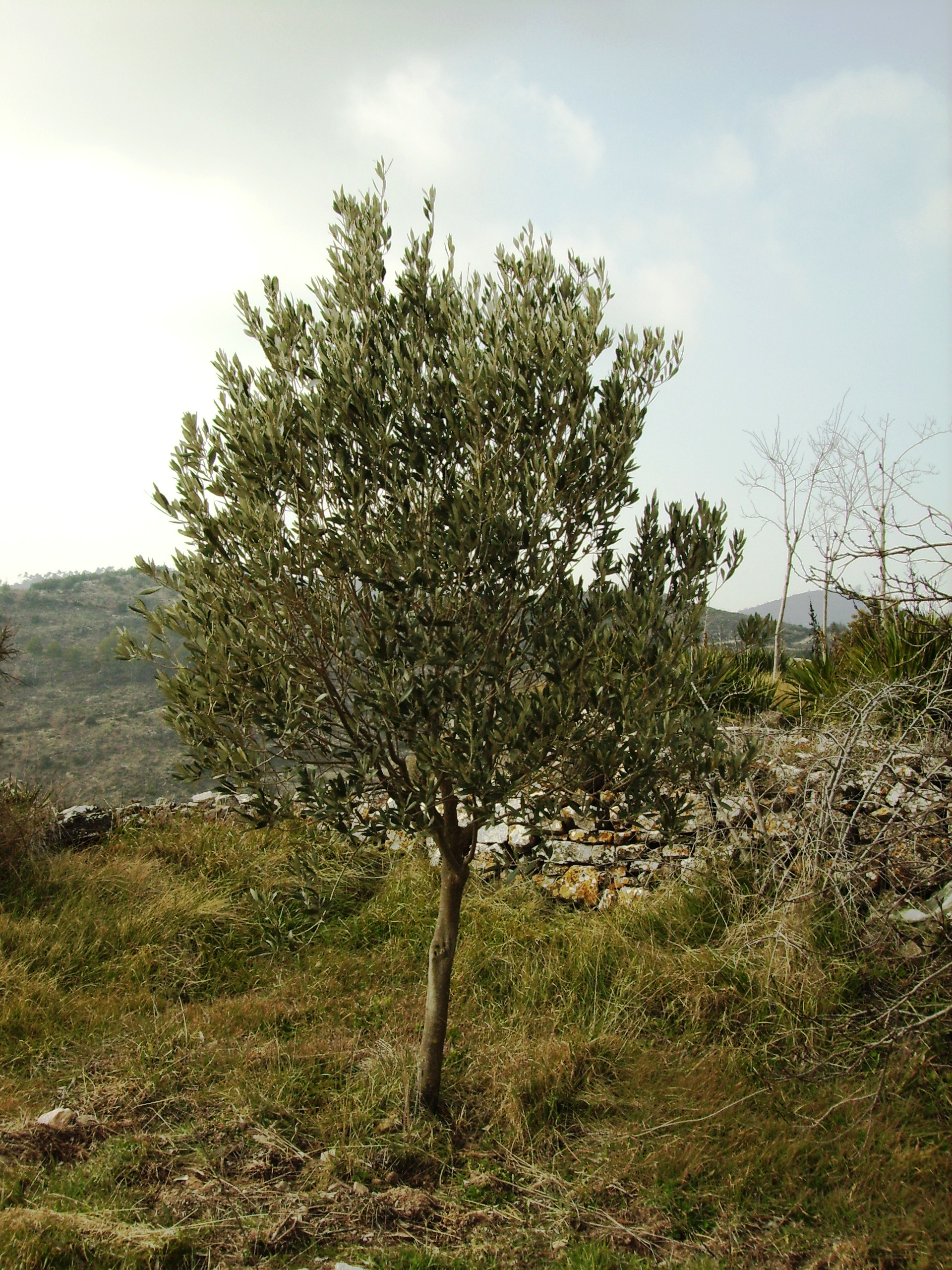
Hojiblanca de 16 ans.

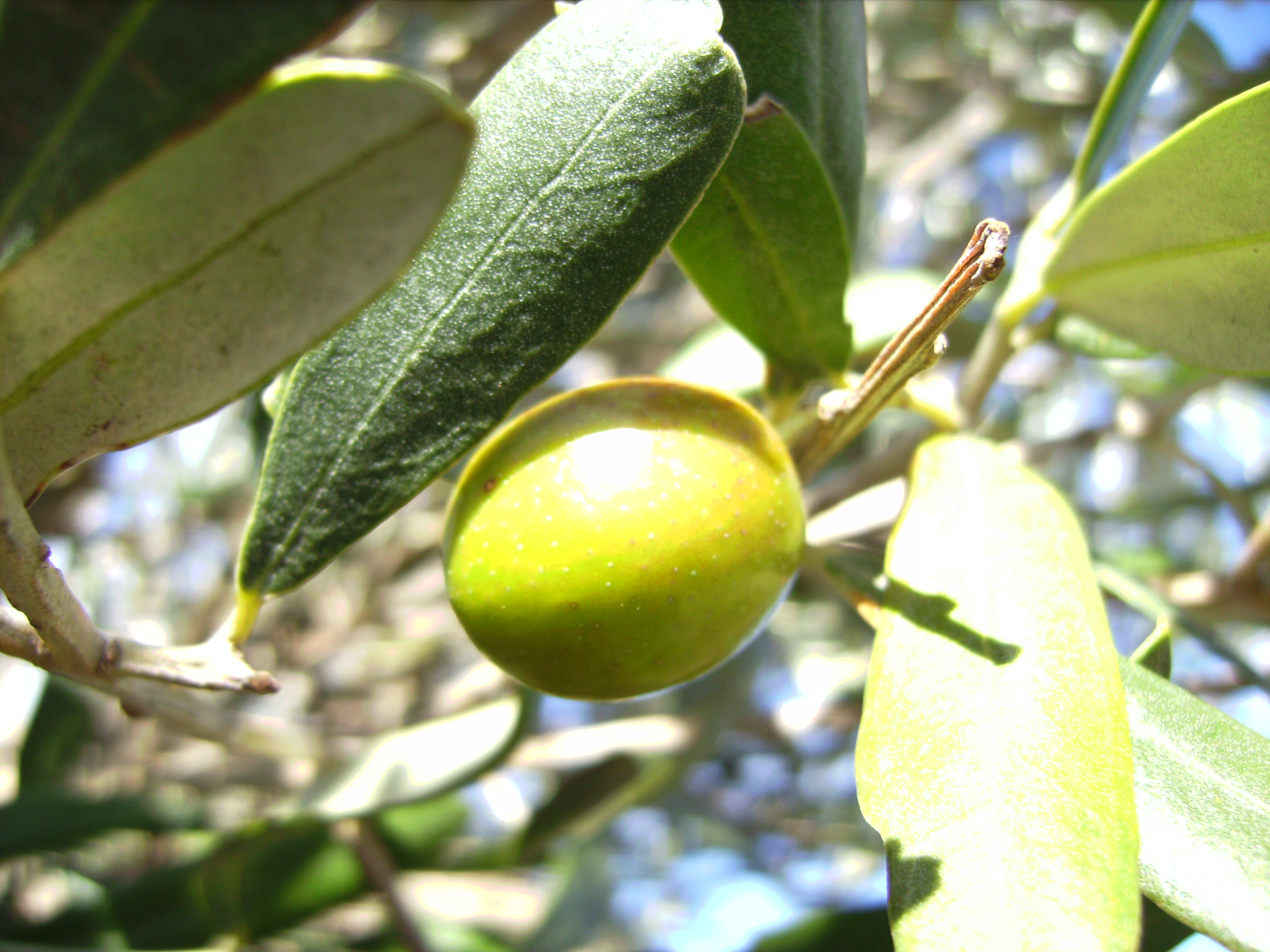
Olive hojiblanca

La hojiblanca est une variété d'olive andalouse utilisée pour la production d'huile d'olive. 

## Origine du nom
En espagnol, hojiblanca signifie feuille blanche . 

## Diffusion
Elle représente 16 % de la production d'olive en Andalousie et est cultivée principalement dans les provinces de Séville, Cordoue et Nord Malaga. 

## Caractéristiques
Sa récolte, en fin de saison (mars-avril), provoque une baisse du taux de production. C'est une olive difficile à cueillir car elle tombe rarement des arbres d'elle-même. 
Toutefois, ses saveurs de légumes, sa douceur, son arrière-goût et son faible niveau en acides gras saturés en font une variété très prisée pour son huile.